# 启工街道
启工街道，是中华人民共和国辽宁省沈阳市铁西区下辖的一个乡镇级行政单位。

## 行政区划
启工街道下辖以下地区：
启明社区、启迪社区、启新社区、启阳社区、重工新村社区、北一新村社区、保利心语花园社区、金谷社区、启园社区、启航社区、启云社区、工博社区、启悦社区、启华社区、红梅社区和保利心语花园东社区。